# Nicola Murru
Nicola Murru (* 16. Dezember 1994 in Cagliari, Italien) ist ein italienischer Fußballspieler. Er spielt in der Abwehr.

## Karriere
Murru kam 2001 in die Jugend von Cagliari Calcio und durchlief diese bis zu seinem 18. Lebensjahr. In der Saison 2011/12 wurde er für einige Partien nominiert und kam zu zwei Einsätzen, sein erstes Serie-A-Spiel absolvierte er am 17. Dezember 2011 gegen Chievo Verona. Auch in der folgenden Saison wurde er des Öfteren eingesetzt und kam auf 13 Einsätze. Seit der Saison 2013/14 gehört Murru zum festen Bestandteil der Mannschaft. Bis 2017 absolvierte Murru 98 Ligapartien für Cagliari.
Im Sommer 2017 wechselte Murru zu Sampdoria Genua. Im Sommer 2020 wurde er von Genua für eine Saison an den FC Turin ausgeliehen. Nach Ende der Spielzeit 2023/24 lief sein Vertrag bei Sampdoria Genua aus.

### Nationalmannschaft
Murru war zwischen 2011 und 2016 Juniorennationalspieler und spielte für die U17, U18, U19, U20 und U21 Italiens.